# 歌劇★ビジュー
歌劇★ビジュー（かげきびじゅー）は、日本の劇団。元OSK日本歌劇団トップスターの那月峻を中心に構成される演劇形態を持つユニット。

## 概要
女性だけの出演者により、「男役」が存在する演劇形態を持つ劇団。歌劇の持つ豪華な舞台美術や衣裳、また夢の世界の表現ではなく、普遍的な『愛』や『存在価値』など、現実に生きる等身大の人間心理を表現しようと結成され、枠にとらわれない新しいスタイルの演劇形態に挑戦している。歌劇★ビジューの舞台は、“進化した歌劇”と評され、役者の鍛え抜かれた技術で舞台を進行し、演技と同様に歌・ダンスも心情表現を要素として構成される。。
文化庁芸術祭演劇の部・優秀賞、兵庫県芸術奨励賞などを受賞。

## 歴史
2004年12月：発足

## 公演システム
脚本・演出は敬天（あつたか）が担当。那月峻を中心に、OSK・宝塚・劇団四季出身者など、実力陣が企画ごとにキャスティングされる。女性だけによる「歌劇」という演劇形態をとり、歌舞伎同様に日本独自のもので、歌・ダンスなど芸能としての水準も高く、海外でも一目置く評価を得ている。華やかなレヴューとは異なり、役者の鍛え抜かれた技術で舞台を進行し、演技と同様に歌・ダンスも人間心理を表現する要素のひとつとして構成されている。
殺伐とした現代、物が溢れかえるこの時代に飽き飽きした人々に、束の間の楽しみを提供すべく、娯楽の中に普遍的なテーマを織り交ぜ、メッセージ性の高い作品を製作し、現代の人々が無くしてしまった「何か」に気づいてもらえるよう、またメディアの発達する中、あえて生のライブ公演の素晴らしさ、会場に足を運ぶ喜びを感じてもらえる公演を目指している。メッセージ性の高い舞台は、独自性溢れる舞台を構築し、レヴューの新しい方向性を示したと高く評価されている。

## 主な出演者
- 那月峻（なつきしゅん）
- 友麻亜里（ゆうまあさと）
- 安希つかさ（あきつかさ）
- 美森あいか（みもりあいか）
- ゆめのさよ（ゆめのさよ）
- 波輝一夢（なみきかずむ）
- 水無月じゅん（みなづきじゅん）
- 一色すぐる（いっしきすぐる）
- 鳴海じゅん（なるみじゅん）
- 水那れお（みずなれお）
- 花風ひかる（はなかぜひかる）
- 高畠ゆうみ（たかばたけゆうみ）
- 真丘奈央（まさおかなお）

## 主な作品
- 「心のイドラ」（2004年12月）
- 「Gate Of The Gods」（2005年1月）
- 「月の下で逢いましょう」（2005年4月）
- 「華守の塚」（2005年7月）
- 「Love Letter」（2005年10月）
- 「光のシュバリエ」（2005年12月）
- 「禁忌詩華集」（2006年2月）
- 「女と猫とカゲロウと。」（2006年4月）
- 「Second House」（2006年6月）
- 「華紅の乱」（2006年11月）
- 「Dreams Bot」（2007年1月）
- 「モール・ヴィヴァン」（2007年5月）
- 「Shangri-La」（2007年9月）
- 「Lyric」（2007年12月）
- 「Dreams Bot'08」（2008年2月）
- 「Sweet Drops」（2008年4月）
- 「不思議の国のMr.アリス」（2008年8月）
- 「Garuda」（2008年10月）
- 「Love Letter -Refrain-」（2009年1月）
- 「Doux Passage」（2009年1月）
- 「BIJOU DE BRUIN」（2009年4月）
- 「揺たう潮の咲くらばな -序章編-」（2009年6月）
- 「神戸・真珠物語 -PEARL ANTHOLOGY-」（2009年9月）
- 「揺たう潮の咲くらばな -横浜編-」（2009年9月）
- 「Jamais Vu -ジャメビュ- 〜玻璃（はり）の星くず〜」（2010年1月）
- 「SPRING CONCERT」（2010年3月）
- 「BIJOU in SHANGHAI」（2010年7月） - 上海万博公演（海外公演）
- 「Summer Poetry」（2010年8月）
- 「神戸・真珠物語」（2010年11月）- 中国広東省公演（海外公演）
- 「神戸・真珠物語」（2010年12月）- 中国広東省公演記念
- 「Spring Wind」（2011年2月）
- 「CLOSE FRIEND」（2011年4月）-  dr Xstream project 東京公演
- 「CLOSE FRIEND」〜僕らのプロセスリスト〜（2011年7月）-  dr Xstream project 関西公演
- 「現ノ夢〜ものいわぬ静謐」（2011年10月）- dr Xstream project 東京公演

## 主なスタッフ
- 脚本：敬天
- 演出：敬天
- 音楽：Kiyomi's、成田真樹
- 振付：矢倉鶴雄、中野栄里子

## 受賞歴
- 2006年：平成18年度文化庁芸術祭優秀賞受賞[7]
- 2007年：平成19年度兵庫県芸術奨励賞受賞[8][9]